# Nephodia nigricula
Nephodia nigricula är en fjärilsart som beskrevs av Paul Dognin 1910. Nephodia nigricula ingår i släktet Nephodia och familjen mätare. Inga underarter finns listade i Catalogue of Life.